# ميخائيل بيريوكوف (تنس)
ميخائيل بيريوكوف (بالروسية: Михаил Сергеевич Бирюков)‏ مواليد 28 أبريل 1992 في روسيا، هو لاعب كرة مضرب روسي احتل في أواخر حياته المرتبة رقم. 1129 في تصنيف رابطة محترفي كرة المضرب.

## الميداليات
| الميدالية | المسابقة                              |
| --------- | ------------------------------------- |
| فضية      | الألعاب الأولمبية الصيفية للشباب 2010 |

## روابط خارجية
- ميخائيل بيريوكوف على موقع رابطة محترفي التنس (الإنجليزية)
- ميخائيل بيريوكوف على موقع الاتحاد الدولي لكرة المضرب (الإنجليزية)
- ميخائيل بيريوكوف على موقع خلاصة التنس.كوم (الإنجليزية)
- ميخائيل بيريوكوف على موقع إي إس بي إن.كوم (الإنجليزية)
- ميخائيل بيريوكوف على موقع أوليمبيديا (الإنجليزية)